# کیسه کشیش (سرده)
کیسه کشیش (سرده) (نام علمی: Capsella) نام یک سرده از تیره شب‌بویان است.